# Isadore Nabi
Isadore Nabi (algumas vezes Isidore Nabi ou Isador Nabi) foi um pseudônimo usado por um grupo de cientistas que incluia  Richard Lewontin, Richard Levin, Robert MacArthur e Leigh Valen  na década de 1960.    Inspirado pelo trabalho de Nicolas Bourbaki, eles supostamente esperavam criar uma abordagem unificada para a biologia evolutiva.  No entanto, o projeto foi abortado e o nome foi reutilizado na década de 1980 para fins satíricos.
A biografia de Nabi foi apresentada na publicação American Men and Women of Science, artigos e cartas foram publicadas em revistas de destaque sob o seu nome e ele também foi listado como membro do conselho editorial da revista Evolutionary Theory.
Ele escreveu principalmente sobre sociobiologia. Seu artigo, "An Evolutionary Interpretation of the English Sonnet" foi enviado como "First Annual Piltdown Lecture on Man and Nature" e apareceu sob o título "Advances in Sociobiospy". (O autor foi considerado um "Comentador Satírico".) Ele também escreveu artigos criticando a abordagem da teoria de sistemas na ecologia matemática, ilustrando como as leis de movimento da física se pareceriam se os primeiros físicos tivessem usado os métodos dos ecólogos de sistemas (desta vez o autor foi considerado um "Investigador Intrépido").  Em 2002 ele publicou um artigo (sob o nome "Isador Nabi") sobre dicas para o mercado de ações na revista Gene Watch. Este foi identificado como humorístico.

## Biografia
Em sua biografia no livro American Men and Women of Science lê-se que:
NABI, ISIDORE, b Brno, Czech, July 22, 10; m 30; c 6. POPULATION BIOLOGY. Educ: Cochabamba Univ, AB, 30; Nat Univ Mex, MD. 36. Hon Degrees: PhD, Cochabamba Univ, 50; LLB. Nat Univ Mex, 39. Prof Exp: Petrol geologist. Ministeno de Fomento, Venezuela, 40-42; instr biol. Hunter Col, 45-47; resident path, Kings County Hosp. Brooklyn, 47-49; ed & publisher, Boletin de Medicina Forensics, Caracas, 49-51; lectr & res assoc path, Univ Venezuela, 51-56; Guggenheim fel biol, Yeshiva Univ, 56-57; res assoc pharmacol, NY Univ, 62-65; res assoc anat, 65-67, evolutionary biol, 67-71, RES ASSOC BIOL, UNIV CHICAGO, 71- Concurrent Pos: Consult, Standard Oil Co, 45-47 & Kings County Coroner, 47-49; NIH res grant, 65. Mem: Soc Study Evolution; Am Col Legal Med; Int Acad Path Res: Cytopathology; forensic cytology; paleocytopathology. Mailing Add: Dept of Biol Univ of Chicago Chicago IL 60637.
Nabi  nasceu supostamente em 1910, em La Paz, na Bolívia.  Depois de uma estadia precoce na faculdade de medicina ele recebeu um diploma de médico em 1936. Ele passou a freqüentar escolas de gramática e escolas secundárias, finalmente recebendo um Ph.D. na Universidade de Cochabamba.  Por um período, ele residiu em Buenos Aires, Argentina, assim como em Caracas, Venezuela, onde dirigiu a filial local da empresa que era chamado Esso Oil. Ele também era um neurocirurgião e editor da revista revolucionária El Fomento. Apesar de sua múltiplas habilidades, ele conseguiu publicar uma série de artigos e opiniões nas áreas de biologia populacional, evolução e ecologia.

## Controvérsia
Em 1981, Nabi teve uma carta publicada na Nature queixando-se que Richard Dawkins  sugeria tanto que somos "veículos robotizados cegamente programados para preservar as moléculas egoístas conhecidas como genes ... eles nos controlam o corpo e a mente" quanto que precisamos lutar contra as tendências dos nossos genes. Edward Wilson disse de forma semelhante que a neurobiologia forneceu "um código geneticamente preciso e, portanto, um código de ética completamente justo", mas também advertiu contra a falácia naturalística.
Wilson queixou-se à revista Nature que Nabi era um personagem inventado e insistiu que ele "selecionou as minhas duas frases de 1975 fora do contexto, de uma maneira que inverte o significado". Os editores sugeriram que Nabi era um pseudônimo de Richard Lewontin. Lewontin escreveu para insistir que ele não era "Isidore Nabi", citando a biografia de Nabi em American Men and Women of Science e a posição no conselho editorial da revista Evolutionary Theory.   Isidore Nabi respondeu para insistir que ele não era Isadore Nabi, o autor da carta.
Tudo isto levou a um editorial da Nature de meados de 1981 que afirmou que Nabi era o pseudônimo de Richard Lewontin, Leigh de Valen e Richard Lester, condenando a sua utilização como decepcionante e enganosa. Richard Lester escreveu uma resposta indignada insistindo que ele não tinha nenhum envolvimento com aquilo e sugerindo que a Nature foi irresponsável por não verificar com ele em primeira mão. Os editores sugeriram que Richard Lester era um pseudônimo de Richard Levins.